# Krymská (Praha)
Krymská je pitoreskní úzká dlážděná a z větší části jednosměrná ulice v Praze 10-Vršovicích ve svahu pod Vinohrady, v části, kterou Český statistický úřad označuje jako základní sídelní jednotku Vršovice-západ. Je dlouhá 360 metrů. Po roce 2005 se okolí této ulice postupně stává kulturně-společenským centrem.

## Vedení
Začíná na bezejmenném náměstí na křížení ulic Francouzská, Voroněžská a Donská (na Francouzské ulici se poblíž nachází tramvajová a autobusová zastávka Krymská). Odtud až k Charkovské ulici je jednosměrná, vjezd do ní je možný buď z Francouzské nebo z Donské ulice. Vede dolů k východu souběžně s Francouzskou ulicí. Mezi čo. 15 a 17 z ní odbočuje krátká pěší strmá spojovací ulička U staré sokolovny po spádnici nahoru k Francouzské ulici, o něco níže mezi čo. 16 a 18 odbočuje na druhou stranu ulice Černomořská (jednosměrná směrem ke Krymské) a domem Krymská čo. 29 prochází pasáž opět nahoru k Francouzské ulici. Na prostranství neoficiálně nazývaném Vršovický tržíček či jen Tržíček se ulice stáčí podél zástavby doprava k jihovýchodu, do směru téměř souběžného s Moskevskou ulicí. Na Tržíček vyúsťuje bezejmenná jednosměrná ulice od severovýchodu z křižovatky Ruské, Francouzské a Moskevské a též úsek Kodaňské ulice od východu od Moskevské ulice, jednosměrný rovněž směrem ke Krymské. Z východu k Tržíčku přiléhá proluka nazývaná Proluka. Těsně pod Tržíčkem ústí do Krymské ulice od západojihozápadu Charkovská ulice, rovněž jednosměrná směrem ke Krymské. Poblíž zámečku Rangherka Krymská ulice ústí do prostranství rozšířené Moskevské ulice navazujícího na Vršovické náměstí. V místě vyústění kříží ulici Košickou.

## Historie názvů
Původní název ulice – Jana Husa – pochází z roku 1885 a přetrval až ro doku 1940. Tehdy, za německého protektorátu, byl změněn na Oppagasse (Opavskou). Po osvobození se v roce 1945 ulici Husovo jméno opět vrátilo. Od roku 1947 nese dnešní název Krymská, který odkazuje na černomořský poloostrov Krym. Názvy s ruskou nebo ukrajinskou tematikou dostala tehdy většina ulic v této západní části Vršovic, ostatně názvy podle evropských zemí a měst s výrazným zastoupením sovětské tematiky zasáhly i jiné části Vršovic.

## Proměna
Oblast Krymské byla dlouhodobě zanedbávanou částí Vršovic, která byla od 50. let 20. století určená k zásadní přestavbě, tzv. asanaci, v podobném rozsahu, jak proběhla např. na Žižkově nebo ve Vysočanech. Tento projekt byl součástí územního plánu Prahy až do konce 80. let 20. století.
Podle návrhu etapizace výstavby metra z roku 1968 měla vést přes Vršovice trasa A metra. V 70. letech 20. století byly odstraněny[zdroj?] původní budovy v prostoru mezi Krymskou ulicí (Tržíčkem) a Moskevskou ulicí, kde se měla nacházet stanice metra. Bylo též plánováno rozšíření křížení ulic Francouzská × Moskevská × Kodaňská.
Otázka zástavby této proluky se stala významným impulzem k aktivizaci občanské společnosti v okolí Krymské. V roce 2009 vzniklo sdružení Start Vršovice, jehož cílem je zvelebovat veřejný prostor. Sdružení se zaměřuje na místní Tržíčko a bojuje proti záměru investora postavit v nedaleké proluce „takovej obludnej dům“, jak uvedl Krištof Kintera. Místní občanská sdružení společně s radnicí a majitelem pozemků zahájili[kdy?] takzvanou participaci veřejnosti, jejímž cílem je nalezení ideální budoucí podoby jak pro připravovanou stavbu v proluce, tak pro veřejné prostranství Tržíčku. Participaci vede expert na zapojování veřejnosti do rozhodování[zdroj?] Petr Klápště.
V devadesátých letech na rohu Krymské a Černomořské po několik let fungoval, dnes již legendární, motorkářský bar Old Jack, ve kterém se naplno odrážela divoká svoboda tehdejší doby: Pamětníci vzpomínají na veřejný sex, střelbu z pistole, či jízdy na motocyklu (vše uvnitř baru).
V roce 2008 bylo okolí Krymské považováno vedením městské policie v Praze 10 za nebezpečnou oblast postiženou kriminalitou spojenou s prodejem drog.
Od roku 2010 (podle Kintery dokonce již od roku 2005) se dosud nevýrazná, „potemnělá“ ulička začala stávat centrem kultury, zábavy a lokálního patriotismu a aktivismu. Redaktor Pavel Vokatý v Lidovkách.cz v květnu 2012 psal, že „ještě před rokem by tomuhle zapomenutému koutu pražských Vršovic nikdo velkou budoucnost nehádal… nyní se z okolí Krymské ulice stává lokální centrum umění.“
Kintera datuje proměnu místa („novou synergii“) již rokem 2005. V té době už tu fungovala kavárna s knihkupectvím „Shakespeare a synové“. V roce 2009 následovala kavárna Café Sladkovský, kterou si za rohem otevřel Michal Mahďák. Redaktorka Respektu Lucie Kavanová v červenci 2013 psala, že za poslední rok tu vzniklo šest nových podniků, za kterými sem „neomylně míří velká část liberálně naladěné Prahy“, a za raketovým rozvojem této oblasti podle ní stojí Ondřej Kobza, který si zde v roce 2010 otevřel kavárnu Café V lese. V květnu 2012 přibyl kreativní prostor „MU koncept“ a občanská sdružení Čtyři dny a Start Vršovice spustily projekt ProLUKA, který měl proluku u Tržíčku zabydlet sochami, instalacemi, performancemi, světelnými a zvukovými instalacemi či projekcemi. Ze začátku podle Kobzy vládla mezi provozovateli podniků nejistota a přátelská řevnivost, poté se však ukázalo, že je-li někde více podniků, funguje to. Zdejší podniky podle Kavanové navštěvují například sochař Krištof Kintera, saxofonista Vratislav Brabenec či režisér Jan Látal.
Redaktorka iDnes.cz Radka Římanová v květnu 2013 zdejší atmosféru přirovnala k berlínskému Kreuzbergu či pařížské čtvrti Montmartre, redaktorka Respektu Kavanová o měsíc později ke Kreuzbergu či drážďanskému Neustadtu, Kobza k pařížské čtvrti Montmartre. Místní rodák Krištof Kintera ji v červenci 2013 přirovnal rovněž k Montmartre i Kreuzbergu, urbánní antropolog Martin Veselý uvedl, že Vršovice se stávají uměleckou čtvrtí a kolem Krymské ulice se rodí malý pražský Montmartre. Místostarostka Prahy 10 Ivana Cabrnochová v květnu 2013 na facebookové stránce městské části uvedla, že fenomén Krymské ulice ve Vršovicích se začíná prosazovat na mapě společenských aktivit Prahy: „New York má East Village, Berlín měl Kreuzberg či Kastanienalle, v Londýně se o tuto pověst přetahují Camden s Bricklane a Ostrava měla kdysi podobnou atmosféru ve Stodolní. Už dlouho jsem přemýšlela, která pražská čtvrť bude podobným živým místem. Dnes už je to jasně okolí Krymské.“ Téměř stejnými slovy přemýšlel už o tři měsíce dříve Jakub Hradilek z webu CityBee.
Život v Krymské: Ač bylo kulturní hnutí v Krymské a okolí založeno na principu lokálního patriotismu s ideou společné komunity podnikatelů a obyvatel, jejichž společným zájmem bylo vytvořit v Krymské žijící a přátelský městský prostor, základní potřeby obyvatel této rezidenční čtvrti jsou opomíjeny. Většina podniků v Krymské má neomezenou otevírací dobu, noční klid po 22 hodině není respektován. Kromě hlasité hudby, každodenní přítomnosti masy bavících se lidí v ulicích do pozdních ranních hodin se lokalita potýká i se stopou nočních návštěvníků ve formě nedopalků, odpadků, střepů a zvratků. V současné době se snaží skupina zástupců z řad podnikatelů a rezidentů tuto situaci změnit.
Generační obměna této části Vršovic souvisí podle redaktorky Římanové s relativně nízkými cenami zdejších bytů, které v posledních letech přilákaly mnoho nových obyvatel. Urbánní antropolog Martin Veselý považuje zdejší proměnu za učebnicový příklad kultivace veřejného prostoru, která by neměla probíhat formou nákladných revitalizací s novými lampami a kašnami, jak je dnes zvykem, ale právě kultivací prostoru sociálního. Zde se duch místa změnil a lidé se cítí bezpečněji, aniž se zatím změnila fasáda. Ondřej Kobza by v ulici rád viděl dobrý antikvariát, masážní salón či saunu a třeba krámek s kvalitními potravinami a byl by rád, kdyby spřátelenými podniky byly nahrazeny zdejší dvě herny. Kintera by zde chtěl více galerií.

## Akce

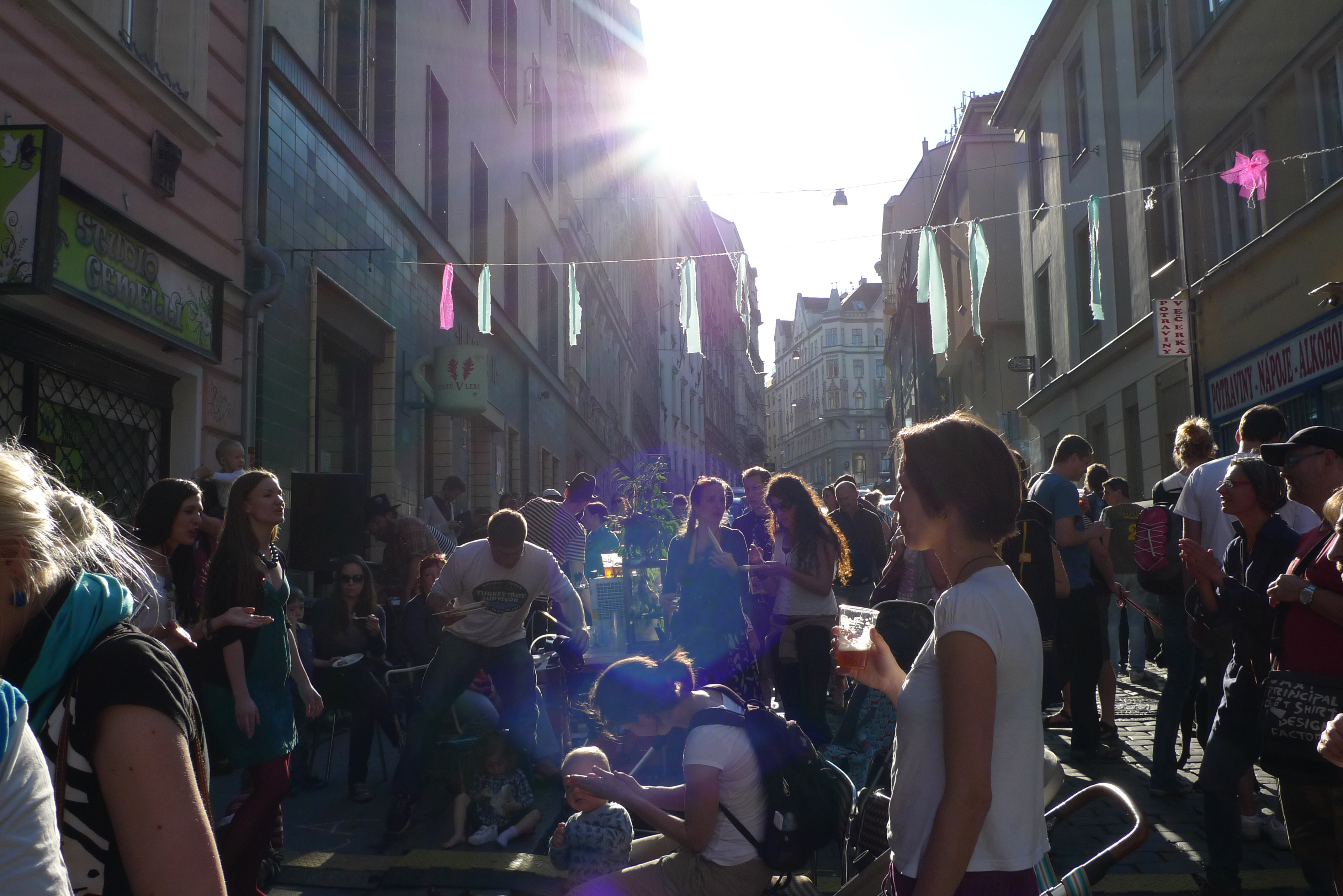
Korso Krymská 2013

K nejvýznamnějším veřejným akcím patřil festival Korso Krymská v sobotu 18. května 2013 od 11 do 22 hodin, který se konal s podporou městské části Praha 10 pod záštitou její místostarostky Ivany Cabrnochové. Během dne se ve zdejších spřátelených podnicích konaly různé kulturní, společenské, kulinářské a další akce. Organizátoři měli záměr pojmout akci jako „sousedský pouliční festival“, do kterého by se zapojili i místní obyvatelé, a zkoušeli oslovit i místní vietnamské podnikatele.
V září 2012 byla do okolí Krymské ulice situována vršovická zóna každoročního festivalu (sousedské slavnosti) Zažít město jinak.
V době krymské krize v roce 2014 v březnu 2014 neznámí pachatelé přelepili název tramvajové zastávky Krymská na Ruská a na tramvajové zastávce na náměstí Míru také umístili vývěsku s upozorněním, že zastávka byla od 7. března přejmenována, a s komentářem, že „pokud budeme jen přihlížet, mohou být tímto názvem v budoucnu přejmenovány další zastávky, a to kdekoli na linkách ve směru Východ - Západ. Zachraňte Krymskou. Podpořte Ukrajinu. Jakkoli.“ U zastávkového sloupku na náměstí Miru se objevila papírová figurína ruského vojáka s bublinovým textem: „Krymská? Ruská? Ech. Vždyť je to jedno.“ V následujících dnech neznámí pachatelé přelepili označení ulic Krymská, Sevastopolská, Černomořská a Estonská našikmo nápisem „Ruská?“

## Významní obyvatelé a vztah k uměleckým dílům
V Krymské ulici bydlel v letech 1949–1959[zdroj?] básník Jiří Kolář. Během vršovického pobytu vznikly texty jeho sbírky Vršovický Ezop. V ulici bydlel též Ivan Medek a za rohem Ivan Klíma.
Ulice Krymská se objevila v českých filmech Láska mezi kapkami deště, Pěsti ve tmě, Záhada hlavolamu a Expozitura.